# Defrosted 2
Defrosted 2 (reso graficamente come Defrosted 2) è un doppio album dal vivo della rock band svizzera Gotthard, pubblicato il 7 dicembre del 2018 da Sony Music in Svizzera e da Nuclear Blast nel resto del mondo. È stato registrato dal vivo allo Schlachthof, a Brema, il 20 marzo dello stesso anno.
L'album raccoglie una serie di successi del gruppo registrati dal vivo in chiave acustica, con l'aggiunta di due brani inediti, il primo composto con la collaborazione del cantante britannico degli Status Quo Francis Rossi. Sono stati estratti i due singoli Bye Bye Caroline e What I Wouldn't Give e ne sono stati pubblicati i relativi video musicali.
Il monte raffigurato sulla parte bassa della copertina dell'album è il Cervino e subito sotto vi è il titolo. Nella parte centrale sono visibili i visi dei membri del gruppo mentre in alto è presente il nome della band.

## Tracce[1]
Tutti i brani portano la firma di Steve Lee, Nic Maeder, Leo Leoni, Freddy Scherer e Chris von Rohr, eccetto dove indicato.

### CD 1
1. Miss Me – 4:39
2. Out On My Own – 4:29 (Lee, Leoni, von Rohr, Vic Vergeat)
3. Bang! – 4:48 (Maeder, Leoni, Scherer e D. Lee)
4. Sweet Little Rock 'n' Roller – 4:41 (von Rohr, Maurer)
5. Beautiful – 4:55
6. Feel What I Feel – 5:56
7. Hush – 6:21 (Joe South)
8. Remember It's Me – 4:15
9. Stay With Me – 4:59
10. Tequila Simphony No. 5 – 5:16
11. Mountain Mama – 4:05

Durata totale: 54:24

### CD 2
1. Why – 5:01 (Lynn, Maeder, Leoni, Scherer)
2. C'est La Vie – 3:19
3. One Life One Soul – 3:18
4. Tell Me – 3:46
5. Starlight – 5:26
6. Sister Moon – 3:59
7. Right On – 2:45
8. Lift U Up – 4:39 (Lee, Leoni, Applegate, Thomander, Wikström)
9. Heaven – 6:10
10. Anytime Anywhere – 7:17 (Lee, Leoni, Applegate)
11. Smoke On The Water – 6:34 (Ian Gillan, Ritchie Blackmore, Jon Lord, Roger Glover, Ian Paice)
12. Bye Bye Caroline – 3:03 (Francis Rossi, Leoni, Maeder) – Inedito
13. What I Wouldn't Give – 4:21 (Leoni) – Inedito

Durata totale: 59:38

## Formazione
- Nic Maeder – voce
- Leo Leoni – chitarre
- Freddy Scherer – chitarre
- Marc Lynn –  basso
- Hena Habegger –  batteria

### Altri musicisti
- Ernesto Ghezzi - tastiere
- Andy Pupato – percussioni
- Barbara Comi – cori
- Maram El Dsoki – cori
- Barbara Kubli - violino 1
- Susanne Dubach - violino 2
- Eurydice Devergranne - viola
- Chantal Steiner - violoncello

### Produzione
- Leo Leoni e Nicolò Fragile - produzione
- Ernst Seider e Marc Sokal - registrazione live
- Charlie Bauerfeind - missaggio
- Davide Pagano - registrazione in studio
- Darcy Proper - mastering

## Classifiche
| Classifica (2018) | Posizione massima |
| ----------------- | ----------------- |
| Germania          | 65                |
| Svizzera          | 2                 |